# Bāyanchūb
Bāyanchūb (persiska: باينچوب, بايِنچوب, بَيَن چُّب, بَيانچو) är en ort i Iran.   Den ligger i provinsen Kurdistan, i den nordvästra delen av landet, 400 km väster om huvudstaden Teheran. Bāyanchūb ligger 1 963 meter över havet och antalet invånare är 956.
Terrängen runt Bāyanchūb är kuperad.Runt Bāyanchūb är det ganska tätbefolkat, med 192 invånare per kvadratkilometer. Bāyanchūb är det största samhället i trakten. Trakten runt Bāyanchūb består i huvudsak av gräsmarker.